# やみきんっ・うしじまきゅん
『やみきんっ♥うしじまきゅん』は、原作：真鍋昌平、作画：松本勇祐による日本の漫画。WEBコミック配信サイト『やわらかスピリッツ』（小学館）にて、2015年3月2日から2016年4月18日まで連載された。『ビッグコミックスピリッツ』連載の『闇金ウシジマくん』のスピンオフとなる4コマ漫画。ストーリーは原作に比較的忠実だが、各々のキャラクターがより強烈かつコミカルに描かれる。毎週11作が掲載された。単行本は全2巻。

## 登場人物

### カウカウファイナンス
丑嶋馨（うしじま かおる）
本作の主人公。ウシジマファイナンス社長。
柄崎貴明（えざきたかあき）
ウシジマの忠実すぎる部下兼2番手。
高田（たかだ）

加賀勝（かがまさる）

小百合（さゆり）
受付嬢。
加納（かのう）

## 書誌情報
- 松本勇祐 『やみきんっ♥うしじまきゅん』 小学館〈ビッグコミックススペシャル〉、全2巻
  1. 2016年2月29日発売 ISBN 978-4-09-187567-9
  2. 2016年9月20日発売 ISBN 978-4-09-187842-7